# Tasta iridis
Tasta iridis är en fjärilsart som beskrevs av Butler 1880. Tasta iridis ingår i släktet Tasta och familjen mätare. Inga underarter finns listade i Catalogue of Life.